# 20991 Jánkollár
20991 Jánkollár è un asteroide della fascia principale. Scoperto nel 1984, presenta un'orbita caratterizzata da un semiasse maggiore pari a 2,9708947 UA e da un'eccentricità di 0,0634530, inclinata di 11,23936° rispetto all'eclittica.
L'asteroide è dedicato allo scrittore slovacco Ján Kollár (1793-1854).